# Albert Mertz

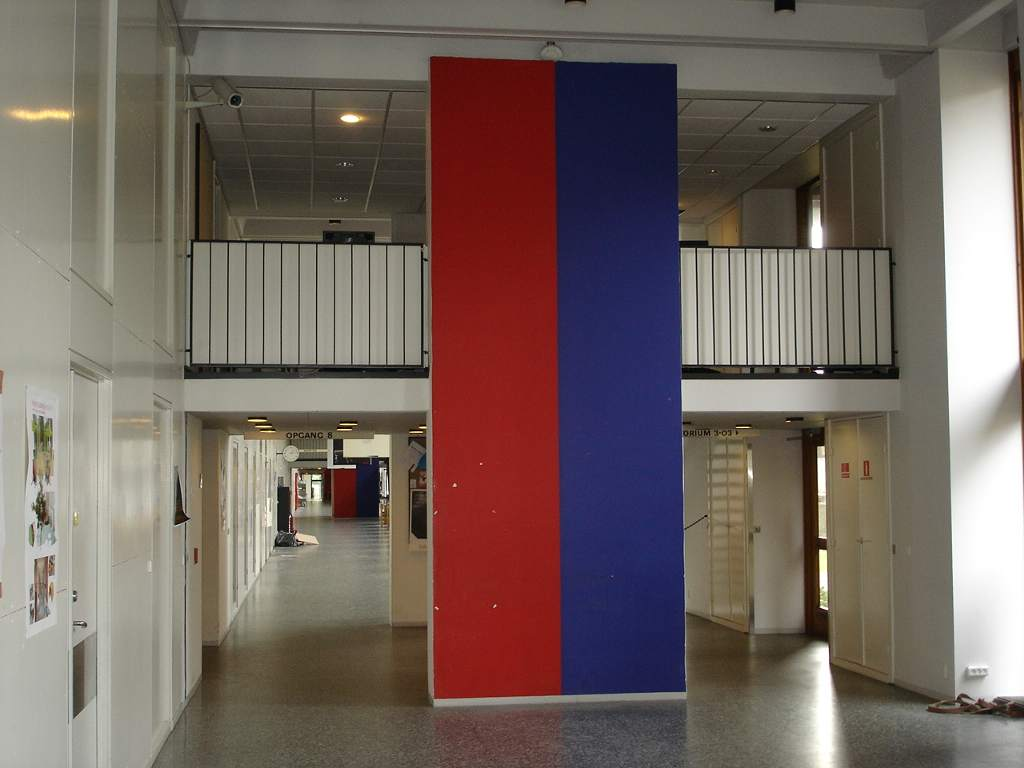
Décorations d'Albert Mertz au de l'Université de Copenhague (1972)

Albert Axel Tonndorff Mertz, né le 31 janvier 1920 et mort le 30 décembre 1990 est un peintre danois. Il est l'un des principaux artistes de l'association d'artistes Linien II (en), travaillant dans un style constructiviste dans un nombre limité de couleurs fortes.

## Biographie
Mertz naît à Copenhague le 31 janvier 1920. Il a 16 ans lorsqu'il expose pour la première fois à l'exposition d'automne des artistes (Kunstnernes Efterårsudstilling) en 1936. De 1936 à 1938, il étudie à l'Académie royale des beaux-arts du Danemark auprès d'Aksel Jørgensen. Il y expérimente le pointillisme et le surréalisme avant de se tourner vers le cinéma, créant avec Jørgen Roos en 1942 le premier film expérimental danois Flugten (da). Cette œuvre l'inspirera pour réaliser collages et photomontages. À la fin des années 1940, il devient l'un des principaux artistes membres du Linien II (en), travaillant dans un style constructiviste simplifié à partir de 1948, utilisant un nombre limité de couleurs fortes. À la fin des années 1950, il s'associe à l'Allemand Arthur Köpcke (en) avec qui il ouvre une galerie à Copenhague qui devient populaire auprès des artistes travaillant avec Fluxus et Neo-Dada. De 1962 à 1976, Mertz vit en France où il peint en utilisant ses fameux rouges et bleus. Dans les années 1980, il crée des installations avec Lone Mertz à Paris et à Munich.
Mertz, est également un écrivain et critique d'art actif, et enseigne à l'Académie des Beaux-Arts de Copenhague de 1979 à 1990.
Il meurt le 30 décembre 1990 à Slagelse.

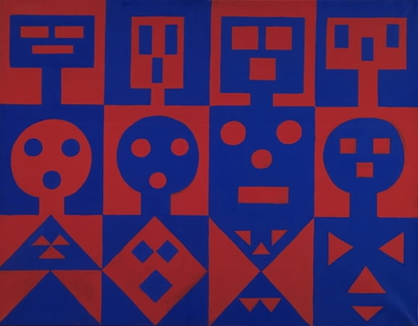
Portrætgalerie (1961), KMS6680, Statens Museum for Kunst

## Récompenses
En 1964, Mertz reçoit la médaille Eckersberg. En 1988 il reçoit la médaille Thorvaldsen .

## Publication
- Cinéma, Gent: Imschoot, 1988 (ISBN 978-9072191038)[4].

## Littérature
- (da) Jes Brinch, Lone Merts et Søren Andreasen, Albert Mertz : Arbejder fra et langt liv i kunstens tjeneste; 23. februar - 6. april 2001, Stalke Galleri, 2001 (ISBN 978-87-90538-13-2, lire en ligne)